# Portimão
Portimão er en by i Portugal, der ligger mod vest i den sydlige portugisiske kystregion Algarve, hvor floden Arade munder ud i Atlanterhavet. Portimão er blandt de største byer på sydkysten.